# Launaguet
Launaguet és un municipi del departament francès de l'Alta Garona, a la regió d'Occitània.

## Monuments

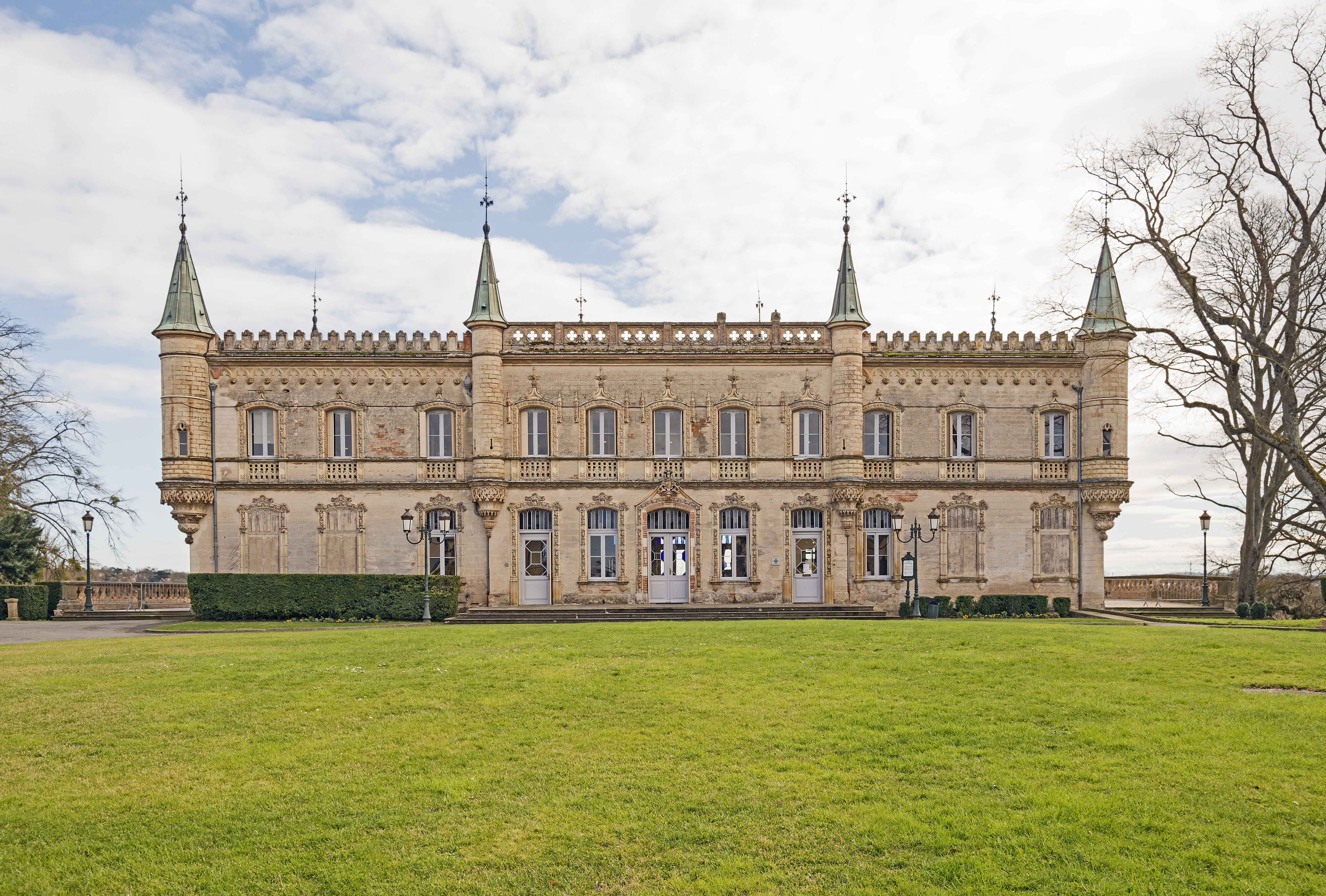
Le Chateau - Façana.
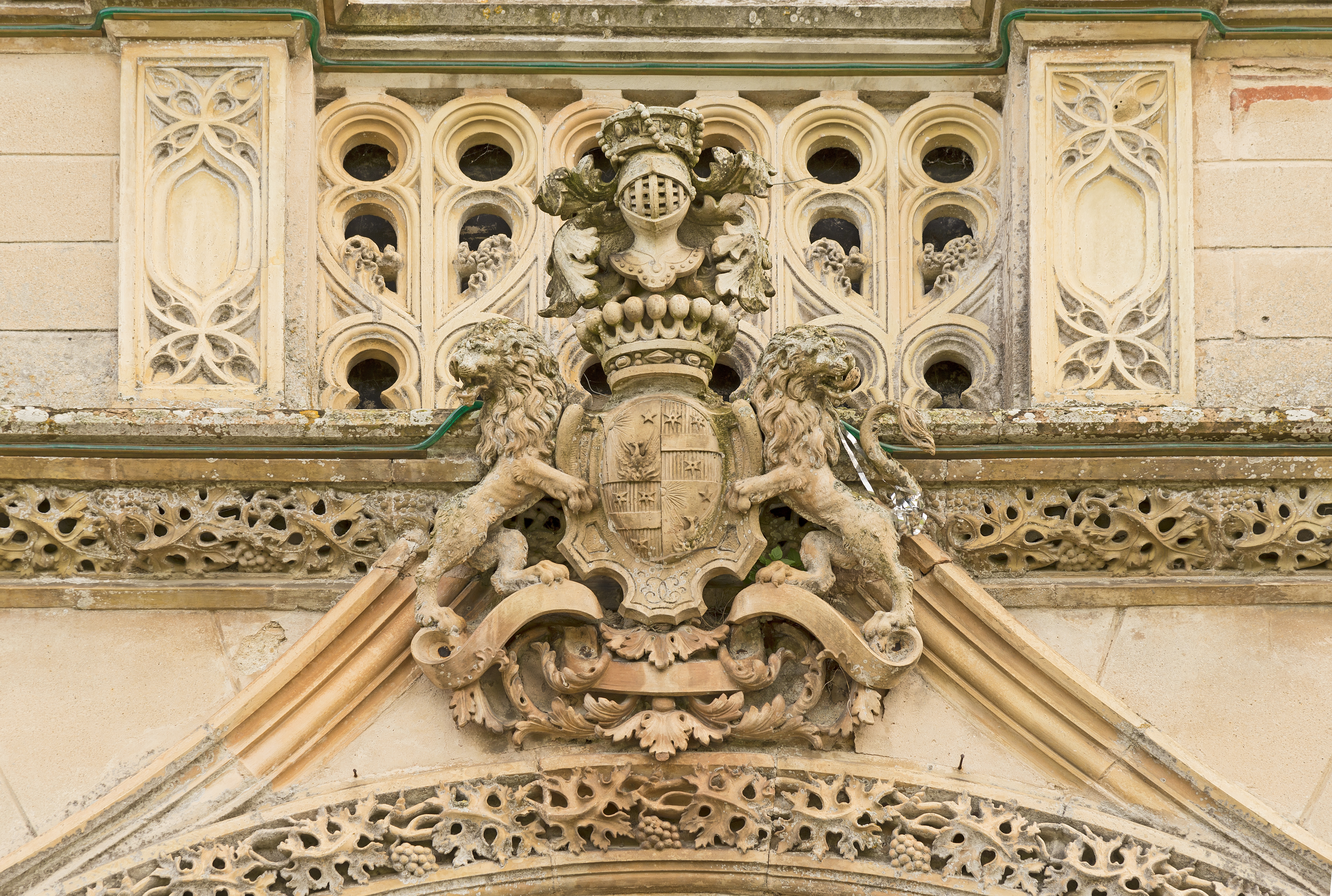
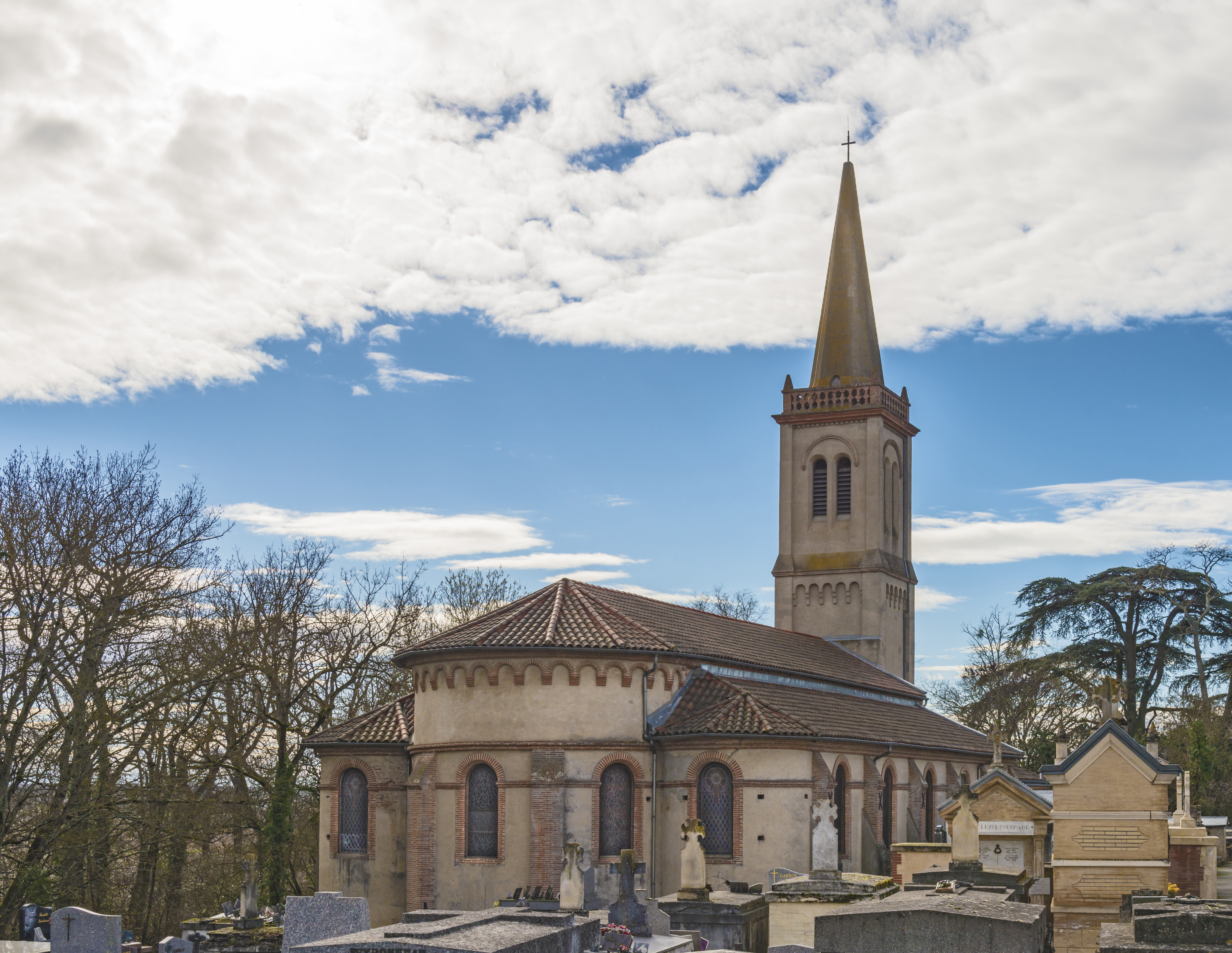
L'església de "Sant Bartomeu" - L'absis.
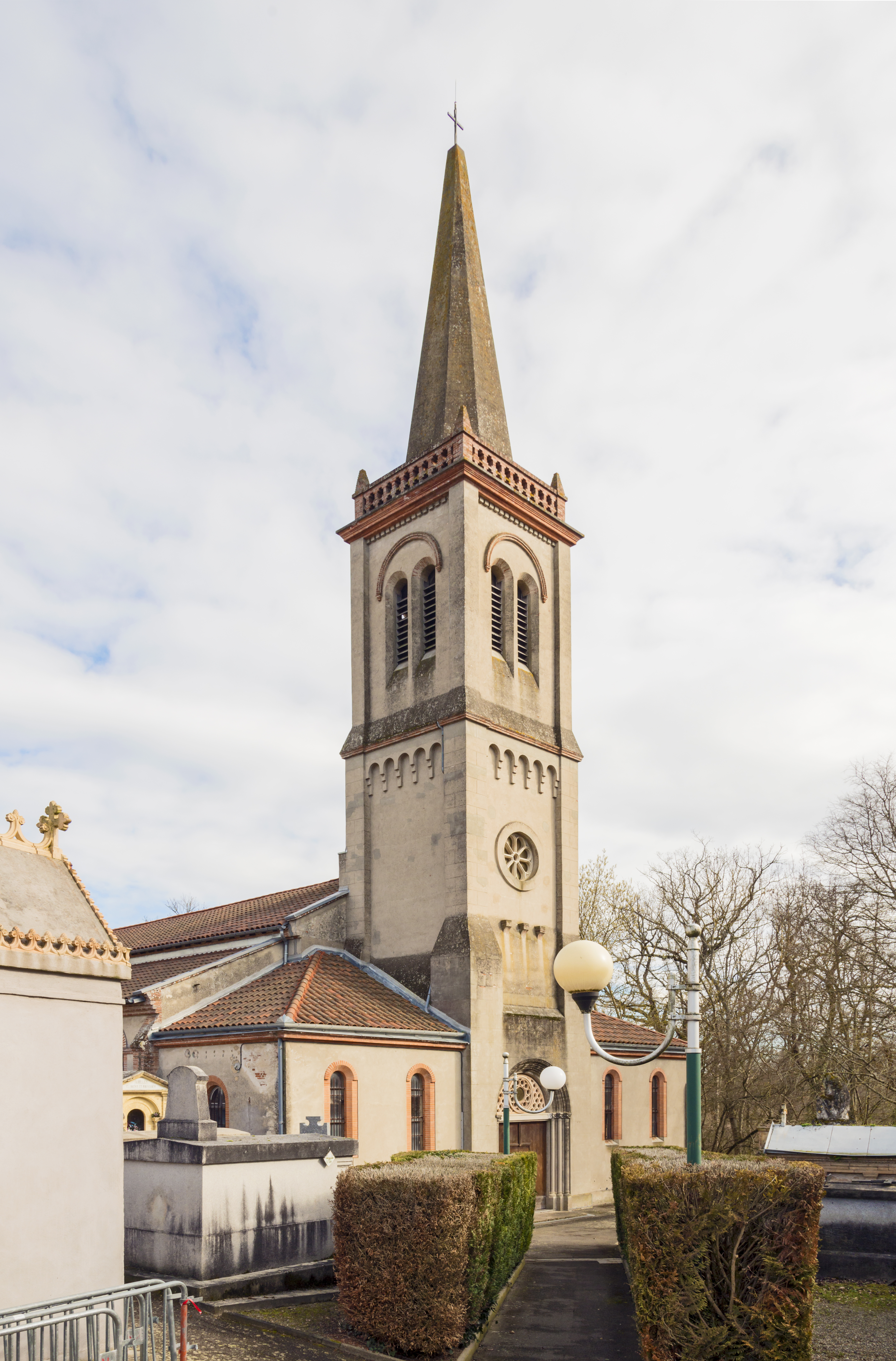
La torre del campanar.